# Xàraf Khan Bidlisi
Xàraf-ad-Din Bidlisi o Xàraf Khan Bidlisi (Kararhrud, 25 de febrer de 1543 - ?) fou un historiador iranià d'ètnia kurda, fill de l'emir de Bidlis Xams-ad-Din Khan. Va néixer a Kararhrud prop de Qom, mentre el seu pare estava exiliat i sota protecció de Tahmasp I (1524-1576). Va rebre el títol d'emir dels kurds amb només 12 anys i el va tenir durant tres anys. El 1568 va participar en la campanya de Gilan contra el darrer príncep kiyàdida el kan Àhmad Khan (1536-1611) revoltat contra els safàvides. El 1576 Ismaïl II el va nomenar governar de la província de Nakhjvan i Shirwan amb títol d'amir al-umara dels kurds. Els turcs van envair la regió sota Murat III (1578) i Xàraf es va unir als invasors dirigits per Khusraw Paixà i fou restaurat al tron dels seus ancestres com emir a Bidlis. Va abdicar el 1596/1597 a favor del seu fill Xams-ad-Din Khan i llavors es va dedicar a acabar la història dels kurds en persa amb el títol de Sharaf-nama en 15 capítols. La data de la seva mort és desconeguda.